# Gibson City
Gibson City es una ciudad ubicada en el condado de Ford en el estado estadounidense de Illinois. En el Censo de 2010 tenía una población de 3407 habitantes y una densidad poblacional de 560 personas por km².

## Geografía
Gibson City se encuentra ubicada en las coordenadas 40°28′1″N 88°22′44″O / 40.46694, -88.37889. Según la Oficina del Censo de los Estados Unidos, Gibson City tiene una superficie total de 6.08 km², de la cual 6.01 km² corresponden a tierra firme y (1.23%) 0.08 km² es agua.

## Demografía
Según el censo de 2010, había 3407 personas residiendo en Gibson City. La densidad de población era de 560 hab./km². De los 3407 habitantes, Gibson City estaba compuesto por el 97.27% blancos, el 0.62% eran afroamericanos, el 0.15% eran amerindios, el 0.38% eran asiáticos, el 0% eran isleños del Pacífico, el 0.23% eran de otras razas y el 1.35% pertenecían a dos o más razas. Del total de la población el 1.38% eran hispanos o latinos de cualquier raza.